# Jönköpings län
Jönköpings län är ett av Sveriges län och omfattar den nordvästra delen av landskapet Småland. Residensstad är Jönköping. Jönköpings läns valkrets utgör valkrets vid riksdagsval i Sverige.

## Historia

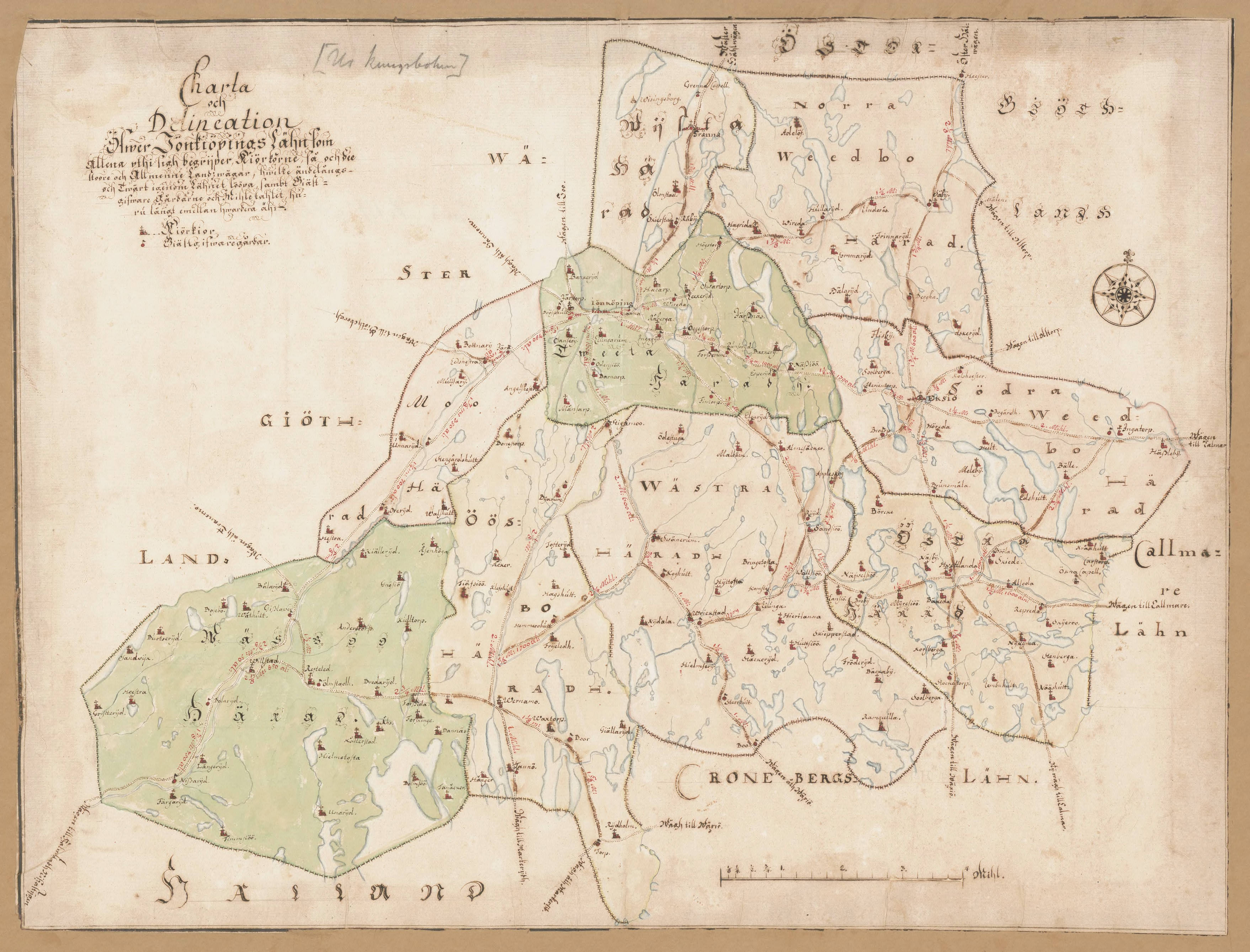
Karta över delar av Jönköpings län, 1690

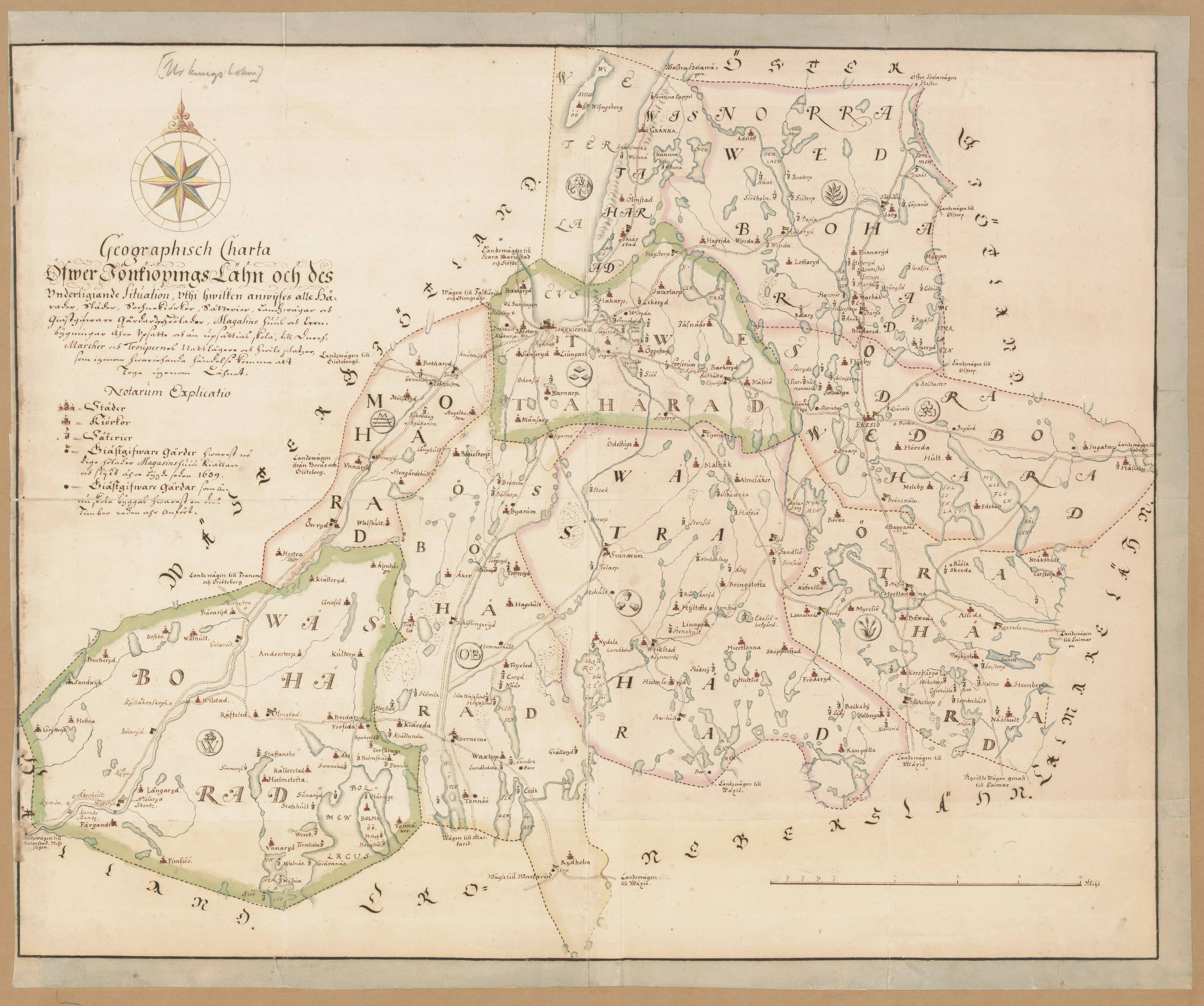
Karta över delar av Jönköpings län, 1690

Före 1634 förekommer Jönköpings län som namnet på ett slottslän, Jönköpings slottslän. I 1634 års regeringsform §24 bildades Sveriges län och här ingår det nutida länet som en del av Smålands län vilket beskrivs som bestående av Tiohärads lagsaga och "Jöneköpings län", med residens i Kronoberg och där Jönköpings län då avser slottslänet. Ur Smålands län utbröts 1639 Jönköpings län som en separat del med egen landshövding. 1654 kom området åter att tillsammans med Kronobergs län bilda ett gemensamt län, kallat Jönköpings och Kronobergs län, som sedan flera gånger delades och återskapades, där Jönköpings län när det fanns separat, vid några tidpunkter även omfattade områden i nuvarande Kronobergs län. 1679-1680 kom även området för nutida Kalmar län ingå i ett storlän kallat Smålands län. Från 1687 kom Jönköpings län slutgiltigt att bli ett fristående län. Länets södra delar tillhörde från 1634 Tiohärads lagsaga och dess norra del i Kalmar läns och Ölands lagsaga intill dessa upplöstes 1849. 
I samband med kommunreformen 1971/74 överfördes de delar i Hylte kommun som legat i Jönköpings län till Hallands län. I samband med bildandet av Västra Götalands län 1998 överfördes kommunerna Mullsjö och Habo från Skaraborgs län till Jönköpings län. 

### Befolkningsutveckling
| Befolkningsutvecklingen i Jönköpings län 1970–2024 | Befolkningsutvecklingen i Jönköpings län 1970–2024 | Befolkningsutvecklingen i Jönköpings län 1970–2024 | Befolkningsutvecklingen i Jönköpings län 1970–2024 | Befolkningsutvecklingen i Jönköpings län 1970–2024 |
| -------------------------------------------------- | -------------------------------------------------- | -------------------------------------------------- | -------------------------------------------------- | -------------------------------------------------- |
|                                                    |                                                    |                                                    |                                                    |                                                    |
| År                                                 |                                                    |                                                    | Invånare                                           |                                                    |
| 1970                                               | 1970                                               |                                                    | 309 279                                            | 309 279                                            |
| 1975                                               | 1975                                               |                                                    | 313 758                                            | 313 758                                            |
| 1980                                               | 1980                                               |                                                    | 317 759                                            | 317 759                                            |
| 1985                                               | 1985                                               |                                                    | 316 525                                            | 316 525                                            |
| 1990                                               | 1990                                               |                                                    | 325 163                                            | 325 163                                            |
| 1995                                               | 1995                                               |                                                    | 329 595                                            | 329 595                                            |
| 2000                                               | 2000                                               |                                                    | 327 829                                            | 327 829                                            |
| 2005                                               | 2005                                               |                                                    | 330 179                                            | 330 179                                            |
| 2010                                               | 2010                                               |                                                    | 336 866                                            | 336 866                                            |
| 2015                                               | 2015                                               |                                                    | 347 837                                            | 347 837                                            |
| 2020                                               | 2020                                               |                                                    | 365 010                                            | 365 010                                            |
| 2024                                               | 2024                                               |                                                    | 370 009                                            | 370 009                                            |
| Källa: SCB - Folkmängd efter region och tid.       |                                                    |                                                    |                                                    |                                                    |

## Geografi
Landskapet i Jönköpings län är varierat, men till största delarna täcks det av skog och landskapet präglas inte minst av att det är situerat på Småländska höglandet. Det finns mer än 2 300 sjöar och flera stora vattendrag, däribland Lagan och Emån. Länets största och djupaste sjö är Vättern vars södra del når Jönköping. I södra delen av länet ligger Store Mosse nationalpark som är Sveriges största myrområde söder om Lappland. Den högsta punkten är Tomtabacken som reser sig 377 meter över havet.

### Angränsande län
- Hallands län
- Kalmar län
- Kronobergs län
- Västra Götalands län
- Östergötlands län

### Hydrografi

#### Sjöar
- Vättern (med Västra Götalands, Östergötlands samt Örebro län)
- Bolmen (med Kronobergs och Hallands län)
- Sommen (med Östergötlands län)
- Munksjön
- Rocksjön
- Grumlan
- Solgen
- Vidöstern (med Kronobergs län)

## Styre och politik

### Styre

#### Region Jönköpings län
Se artikeln Region Jönköpings län

#### Länsstyrelsen i Jönköpings län

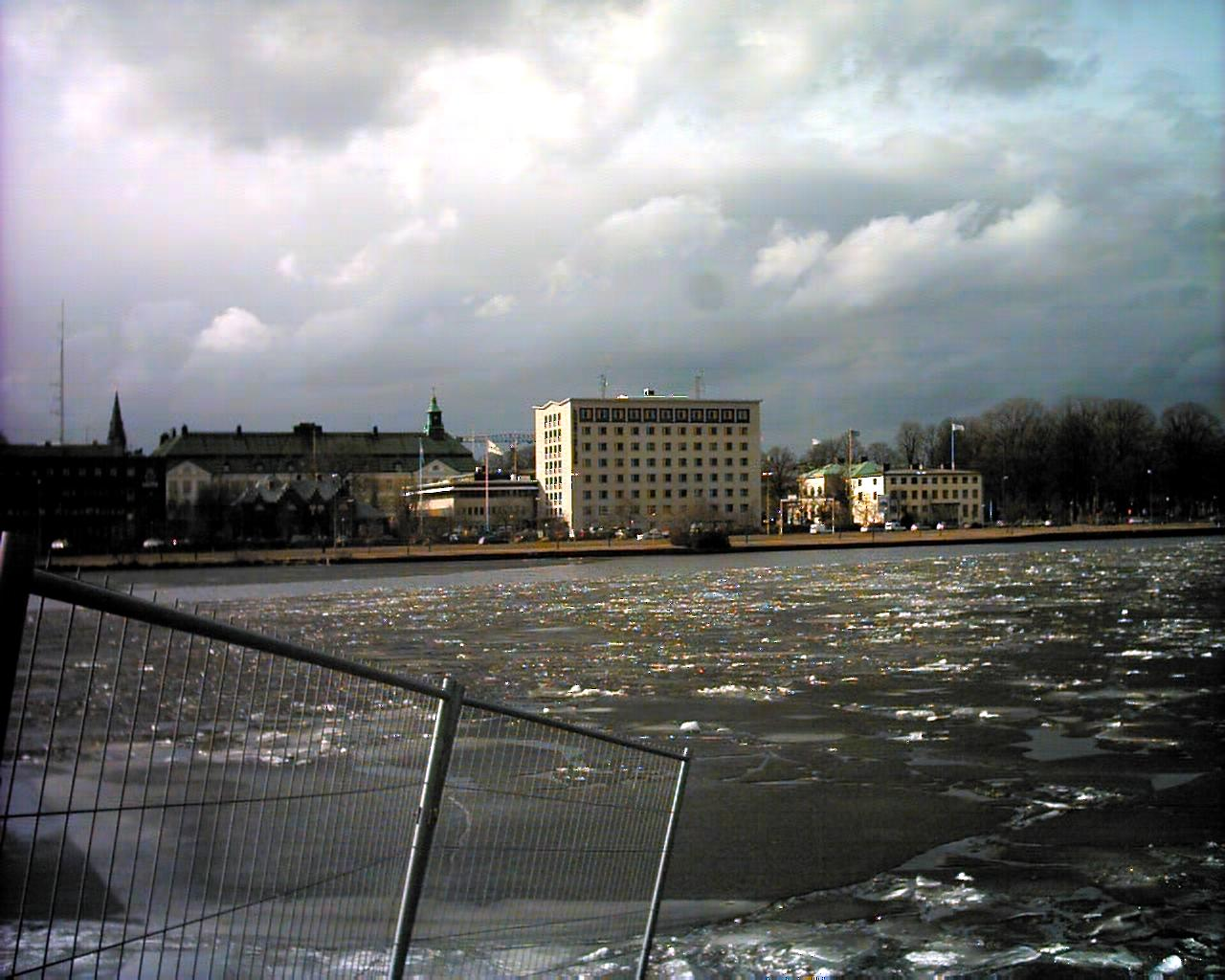
Länsstyrelsen, med Munksjön i förgrunden

Se länsstyrelsen i Jönköpings län

### Administrativ indelning

#### Landskap och stift
Länet omfattar nordvästra delen av landskapet Småland och delar av sydöstra Västergötland.
Länets delar tillhörde Tiohärads lagsaga och Kalmar läns och Ölands lagsaga intill dess upplöstes 1849. 1718–1719 var denna lagsaga i detta län ersatt av Jönköpings löns lagsaga och Eksjö läns lagsaga. 
Huvuddelen av länet ingår i Växjö stift. Mindre områden i väster (tidigare Mo härad) ingår i Skara stift, liksom delarna Habo och Mullsjö kommuner.  I nordost ingår områden i Linköpings stift.

#### Folkland, härader och städer (före 1970)
- Finnveden
  - Västbo härad
  - Östbo härad
- Njudung
  - Västra Njudungs härad
  - Östra Njudungs härad
- Vedbo
  - Norra Vedbo härad
  - Södra Vedbo härad
- de "små" landen
  - Vista härad
  - Tveta
  - Mo härad (av Skara stift)

Städer med stadsprivilegier som inrättades som stadskommuner när 1862 års kommunalförordningar trädde i kraft var: Eksjö stad, Jönköpings stad, Gränna stad. Köpingarna Huskvarna blev stad 1911, Nässjö 1914, Tranås 1919, Vetlanda och Värnamo 1920, Sävsjö 1947 men dessa fick då ingen egen jurisdiktion.

#### Socknar, fögderier, domsagor, tingslag och tingsrätter
Se respektive härad.

#### Kommuner 1952–1971

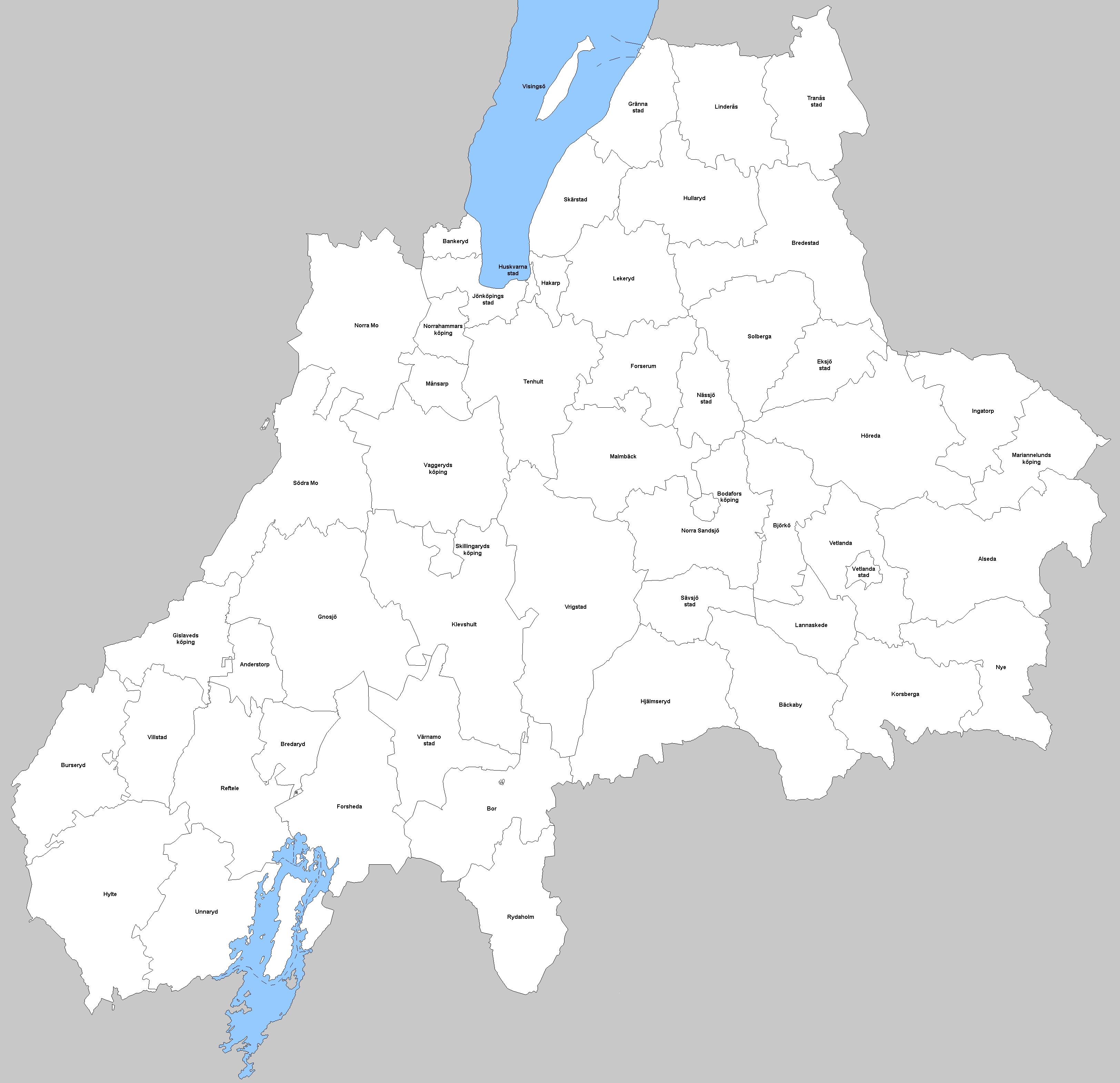
Kommuner i Jönköpings län 1952. Notera att länsgränsen har ändrats sen dess. Hylte landskommun och Unnaryds landskommun(utom Bolmsö socken) överfördes till Hallands län på 1970-talet, likaså Tannåkers socken samt ö-delen av Bolmsö till Kronobergs län. Dessutom har Habo kommun och Mullsjö kommun tillkommit 1998 från Skaraborgs län.

Städer (9 st):
| - Eksjö stad - Gränna stad - Huskvarna stad - Jönköpings stad - Nässjö stad | - Sävsjö stad - Tranås stad - Vetlanda stad - Värnamo stad |

Köpingar (6 st):
| - Bodafors köping - Gislaveds köping - Mariannelunds köping | - Norrahammars köping - Skillingaryds köping - Vaggeryds köping |

Landskommuner (39 st):
| - Alseda landskommun - Anderstorps landskommun - Bankeryds landskommun - Björkö landskommun - Bors landskommun - Bredaryds landskommun - Bredestads landskommun - Burseryds landskommun - Bäckaby landskommun - Forserums landskommun - Forsheda landskommun - Gnosjö landskommun - Hakarps landskommun - Hjälmseryds landskommun - Hullaryds landskommun - Hylte landskommun - Höreda landskommun - Ingatorps landskommun - Klevshults landskommun - Korsberga landskommun | - Lannaskede landskommun - Lekeryds landskommun - Linderås landskommun - Malmbäcks landskommun - Månsarps landskommun - Norra Mo landskommun - Norra Sandsjö landskommun - Nye landskommun - Reftele landskommun - Rydaholms landskommun - Skärstads landskommun - Solberga landskommun - Södra Mo landskommun - Tenhults landskommun - Unnaryds landskommun - Vetlanda landskommun - Villstads landskommun - Visingsö landskommun - Vrigstads landskommun |

#### Förändringar 1952–1970
- 1 januari 1953: Anderstorps landskommun ombildades till Anderstorps köping.
- 1 januari 1967: Hakarps landskommun uppgick i Huskvarna stad. Linderås landskommun uppgick i Tranås stad. Aneby landskommun bildades av Bredestads landskommun och Hullaryds landskommun.

#### Kommuner från 1971

- Aneby
- Eksjö
- Gislaved
- Gnosjö
- Habo (från 1998)
- Jönköping
- Mullsjö (från 1998)
- Nässjö
- Sävsjö
- Tranås
- Vaggeryd
- Vetlanda
- Värnamo

### Politik

#### Politiska majoriteter i Jönköpings län, 2018–2022
Jönköpings län har sedan lång tid tillbaka varit ett starkt borgerligt fäste, även om Socialdemokraterna varit relativt starka i många av industri- och järnvägsstäderna. Den borgerliga orienteringen tros ha flera förklaringar såsom ett starkt privat näringsliv och stor andel egenföretagare, frikyrkornas starka ställning och den småländska mentaliteten, med lågt bidragstagande som följd. Idag är borgerliga partier med i styret av elva av tretton kommuner i Jönköpings län, och innehar posten som kommunstyrelsens ordförande i åtta. Jönköpings län är även Kristdemokraternas starkaste område i Sverige och Jönköpings läns valkrets är den valkrets vari Kristdemokraterna har sitt starkaste stöd. I Riksdagsvalet 2014 erhöll partiet 10 procent av rösterna i Jönköpings läns valkrets, vilket var en tillbakagång med drygt två procentenheter. I kommunalvalet erhöll partiet mellan 7 och 24 procent i samtliga kommuner i länet förutom Gislaved. 
| Region         | Politiskt styre | Politiskt styre | Politiskt styre | Politiskt styre | Politiskt styre | Politiskt styre | Politiskt styre | Antal mandat         | Regionstyrelsens ordförande | Oppositionsråd            |
| Jönköpings län |                 |                 |                 | S+M+BA          | S+M+BA          | S+M+BA          | S+M+BA          | 44 av 81             | Rachel De Basso (S)         | Mia Frisk (KD)            |
| Kommun         | Politiskt styre | Politiskt styre | Politiskt styre | Politiskt styre | Politiskt styre | Politiskt styre | Politiskt styre | Antal mandat         | Kommunstyrelsens ordförande | Oppositionsråd            |
| Aneby          |                 |                 |                 | S+C+KD          | S+C+KD          | S+C+KD          | S+C+KD          | 19 av 35             | Beata Allen (C)             | Mats Hansson (M)          |
| Eksjö          |                 |                 | S+M             | S+M             | S+M             | S+M             | S+M             | 25 av 49             | Markus Kyllenbeck (M)       | Annelie Hägg (C)          |
| Gislaved       |                 |                 |                 |                 |                 | S+M+WePC+L      | S+M+WePC+L      | 29 av 49             | Marie Johansson (S)         | Stefan Nilsson Nylén (SD) |
| Gnosjö         |                 |                 |                 | M+KD+C          | M+KD+C          | M+KD+C          | M+KD+C          | 19 av 35             | Kristine Hästmark (M)       | Fredrik Francke (S)       |
| Habo           |                 |                 |                 |                 | M+KD+C+L        | M+KD+C+L        | M+KD+C+L        | 18 av 35             | Susanne Wahlström (M)       | Gunnar Pettersson (S)     |
| Jönköping      |                 |                 |                 |                 | S+C+L+MP        | S+C+L+MP        | S+C+L+MP        | 37 av 81 (minoritet) | Ann-Marie Nilsson (C)       | Joakim Dahlbäck (M)       |
| Mullsjö        |                 |                 |                 |                 | S+KD+C+L        | S+KD+C+L        | S+KD+C+L        | 16 av 31             | Per Högberg (KD)            | Henrik Jansson (M)        |
| Nässjö         |                 |                 |                 |                 | S+KD+C+V        | S+KD+C+V        | S+KD+C+V        | 27 av 57 (minoritet) | Sara Lindberg (S)           | Leif Ternstedt (SD)       |
| Sävsjö         |                 |                 |                 | KD+S+C          | KD+S+C          | KD+S+C          | KD+S+C          | 23 av 39             | Therese Petersson (KD)      | Inget oppositionsråd      |
| Tranås         |                 |                 |                 | M+KD+L          | M+KD+L          | M+KD+L          | M+KD+L          | 13 av 41 (minoritet) | Mats Holmstedt (M)          | Mikael Stenqvist (S)      |
| Vaggeryd       |                 |                 | S+M             | S+M             | S+M             | S+M             | S+M             | 21 av 41             | Gert Jonsson (M)            | Thomas Axelsson (KD)      |
| Vetlanda       |                 |                 |                 | VF+SD+M         | VF+SD+M         | VF+SD+M         | VF+SD+M         | 24 av 45             | Robin Wallén Nilsson (M)    | Henrik Tvarnö (S)         |
| Värnamo        |                 |                 |                 |                 | M+C+KD+L        | M+C+KD+L        | M+C+KD+L        | 26 av 51             | Tobias Pettersson (M)       | Anetté Myrvold (S)        |

## Ekonomi och infrastruktur

### Näringsliv
Jönköpings län anses ofta som småföretags- och entreprenörslänet, vilket återfinns i den så kallade Gnosjöandan, som kännetecknas av att hitta otraditionella lösningar, om att samarbeta och framför allt om att våga.

### Infrastruktur

#### Transporter
Den stora trafikleden är E4:an, går i nord-sydlig riktning, och ansluter till riksväg 40 mellan Jönköping och Göteborg. Riksväg 27, som passerar Värnamo och Gislaved på sin väg mellan Karlskrona och Göteborg, är en annan viktig väg.
Södra stambanan går rakt genom länet och passerar Nässjö - en av landets största järnvägsknutar.

## Befolkning

### Demografi

#### Kommuner
De största kommunerna i länet enligt SCB:
| Nr | Kommun    | Folkmängd (30 juni 2023) |
| -- | --------- | ------------------------ |
| 1  | Jönköping | 145 609                  |
| 2  | Värnamo   | 34 722                   |
| 3  | Nässjö    | 31 884                   |
| 4  | Gislaved  | 29 354                   |
| 5  | Vetlanda  | 27 621                   |

Residensstaden är i fet stil